# Vadonia steveni
Vadonia steveni là một loài bọ cánh cứng trong họ Cerambycidae.